# Cadúsios
Cadúsios (em latim: Cadusii; em grego clássico: Καδούσιοι; romaniz.: Kadoúsioi) foram uma tribo nômade iraniana que habitava a Pérsia.

## História

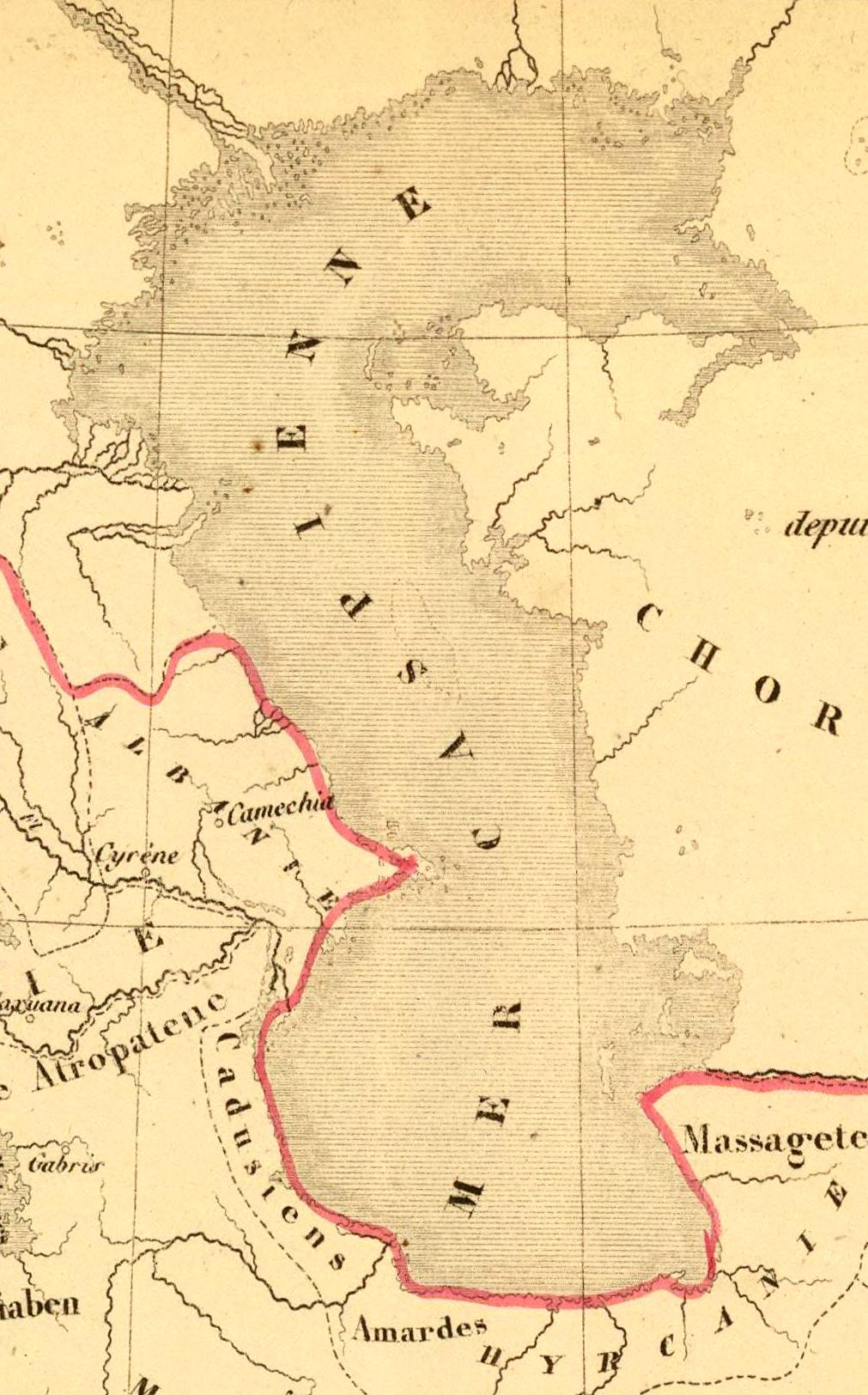
Cadúsios

Segundo Estêvão de Bizâncio, viviam entre os mares Negro e Cáspio e na costa sudoeste do Cáspio e sul do rio Araxes entre os albanos nor norte e amardos no leste segundo Estrabão, ou seja, nas montanhas na porção norte da Média em torno da cordilheira de Paracoatras. Foram mencionados por Estrabão junto aos gelas, amardos, vícios, anariacas, etc. e foram caracterizados como numerosos, migratórios e predatórios. O mesmo autor afirmou que Marco Antônio, em sua expedição contra o partas, descobriu que os cadúsios eram excelentes lançadores de projéteis e infantes, assim concordando com Xenofonte que afirmou que eram os mais belicosos. Os cadúsios não são conhecidos das fontes iranianas antigas, o que torna impossível determinar seu nome original ou a satrapia que habitaram (talvez a Média, às vezes talvez a Hircânia), bem como sua filiação étnica.
Segundo Ctésias de Cnido, os cadúsios foram conquistados pelo rei lendário da Assíria Nino. Mantiveram sua independência durante o tempo do Império Medo e inclusive derrotaram os medos sob o rei Arteu, quando um persa chamado Parsondas forçou-os a guerrear com os medos após fugir dos últimos. Os cadúsios nunca foram subjugados pelos reis medos e no tempo do xá Ciro II do Império Aquemênida se submeteram voluntariamente. Segundo Xenofonte, quando Ciro estava a beira da morte, nomeou seu filho mais jovem Tanaoxares como sátrapa dos medos, armênios e cadúsios. Os cadúsios parecem ter tido problemas contínuos com o governo central aquemênida e se tem notícia de uma revolta cerca de 405 a.C., por volta do fim do reinado de Dario II, que durou até a rebelião de Ciro, o Jovem quando lutaram, sob certo Artagerses, em nome do rei na Batalha de Cunaxa de 401 a.C..
Artaxerxes II conduziu uma expedição contra os cadúsios durante as grandes revoltas satrapais de cerca de 380 a.C.. A expedição foi um fiasco e apenas através de negociações diplomáticas conduzidas pelo sátrapa Tiribazo a retirada foi possível, com Artaxerxes marchando a pé. Diz-se que Dario III foi nomeado sátrapa da Armênia após derrotar um cadúsio rebelde num combate mano-a-mano durante uma expedição contra aquela tribo nos primeiros anos do reinado de Artaxerxes III. Os cadúsios e outros contingentes lutaram junto de medos e outros povos do norte no exército de Dario avançando em direção aos macedônios próximo de Arbela/Gaugamela, embora a composição exata daquele exército é fornecida de forma variada pelas fontes.
Nos subsequentes exércitos orientais eles são mencionados como aliados de um ou outro partido. Após a divisão do império de Alexandre, o Grande, eles fizeram parte do Império Selêucida; nesse contexto aparecem lutando pelos selêucidas na Batalha de Ráfia contra os egípcios (217 a.C.), e seu nome é citado nos emissários de Antíoco III (r. 223–187 a.C.) em Égio aos aqueus como um dos muitos povos sob o domínio selêucida. Mas a vitória esmagadora romana na Batalha de Magnésia causou a desintegração do poder selêucida e a perda de todos os seus territórios orientais. Desse momento, pouco se sabe da história cadúsia; parece que foram submetidos aos partas. Como seus aliados, Marco Antônio encontrou-os em 36 a.C. durante sua campanha no Império Arsácida; e dois séculos depois o imperador Caracala, em 216, repetiu a campanha e também entrou em contato com os cadúsios. Com exceção de uma carta forjada de um chefe cadúsio chamado Veluno enviada ao xá Sapor I (r. 240–270) do Império Sassânida (pedia que o xá devolvesse aos romanos o recém-capturado Valeriano) segundo os Oráculos Sibilinos, essa é praticamente a última fonte que fala dos cadúsios como um povo. Nesse momento, parecem ter desaparecido, provavelmente se unindo a outras tribos de cáspios.